# Experimentell arkeologi
Experimentell arkeologi är ett akademiskt studieområde som ämnar åsamka och testa arkeologiska hypoteser, främst genom att återskapa eller uppskatta genomförbarheten av olika uppgifter eller bedrifter hos en forntida kultur. Flera metoder, tekniker, analyser och tillvägagångssätt används och bygger på arkeologiskt källmaterial såsom forntida strukturer eller artefakter.